# کادوماتسو

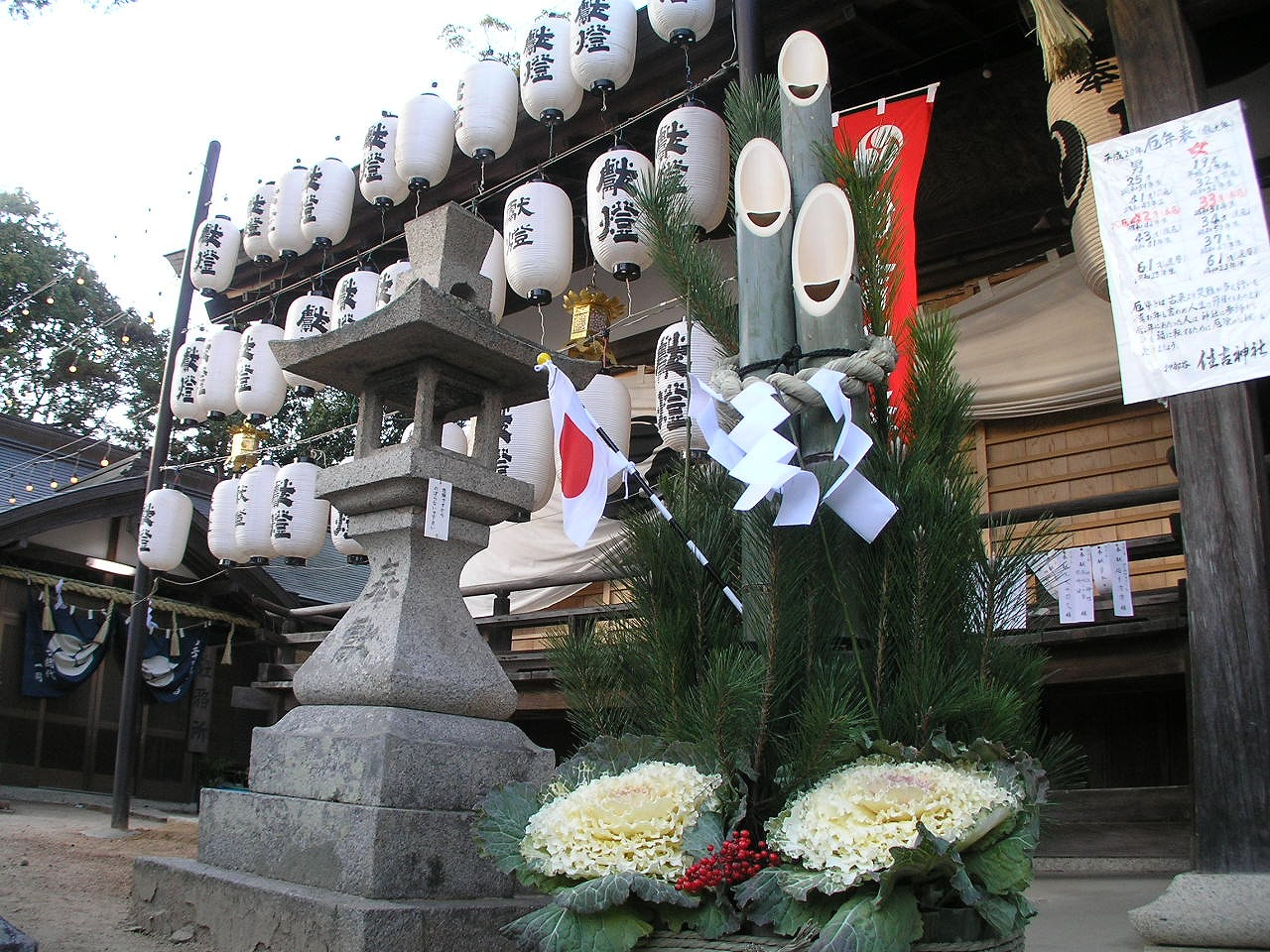
کادوماتسو در یک معبد شینتویی

کادوماتسو (به ژاپنی: 門松 Kadomatsu) به معنای دروازه کاج یک نوع تزئین در سال نوی ژاپنی است که در جلوی منازل و برای خوش آمدگویی برای ورود کامی یا ارواح اجداد است.

## شرح
کادوماتسو را از شاخه درخت کاج و کاکل نی درست می‌کنند و بعد از تمیز کردن در خانه آن را در دو طرف در ورودی خانه قرار می‌دهند. هدف از قرار دادن آن استقبال از کامی (رب‌النّوع) سال نو و جلوگیری از ورود هر چیز آلوده و ناپاک است. ژاپنی‌ها معتقدند که کامی (رب‌النّوع) سال نو وارد آن خانه ای می‌شود که در ورودیه آن کادوماتسو باشد. این رسم از دوره ادو (۱۶۰۳–۱۸۶۷) رایج شده‌است.
کادوماتسو را از درخت کاج می‌سازند زیرا از قدیم این درخت را متبرک می‌دانند. در ساخت نماد سال نو علاوه بر درخت کاج از خیزران (تاکه) نیز استفاده می‌شود، چون برگ‌های خیز ران در زمستان سبز است و رنگش به مدت طولانی بدون تغییر می‌ماند.
در قدیم مردم برای تهیه کادوماتسو درخت کاج را از جنگل و کوهستان بریده به خانه می‌آوردند اما امروزه چند روز مانده به عید کادوماتسو را می‌فروشند و می‌توان به راحتی آن را خرید. کادوماتسو را باید بین روزهای ۲۶–۲۸ دسامبر در طرفین در قرار داد و اگر کسی فقط یک روز مانده به آغاز سال نو این کار را انجام دهد به اعتقاد بعضی میل چندانی به استقبال کامی (رب‌النّوع) سال نو ندارد. کادوماتسو معمولاً تا هفتم ماه ژانویه در کنار درمی‌ماند و در آن روز آن را برمی‌دارند و در حیاط معبد می‌سوزانند یا به نحوی از بین می‌برند.

## ساخت و ساز و جایگذاری
بخش مرکزی کادوماتسو از سه شاخه بامبوی بزرگ تشکیل شده‌است، هرچند کادوماتسوی پلاستیکی نیز در دسترس است. شبیه به سنت‌های مختلف ایکبانا (آرایش گل ژاپنی)، شاخه‌ها در ارتفاع‌های مختلف قرار می‌گیرند و بهشت، بشریت و زمین را به نمایش می‌گذارند، بهشت در بالاترین و زمین در پایین‌ترین سطح قرار می‌گیرد. در برخی از کادوماتسوها شاخه بشر و شاخه زمین را در یک ارتفاع قرار می‌دهد. پس از در کنار قرار دادن تمام عناصر کادوماتسو، آن را با یک طناب حصیری تازه بافته شده بهم وصل می‌کنند. کادوماتسو در هر دو طرف در ورودی به نشانه مرد و زن قرار داده می‌شود.

## نگارخانه

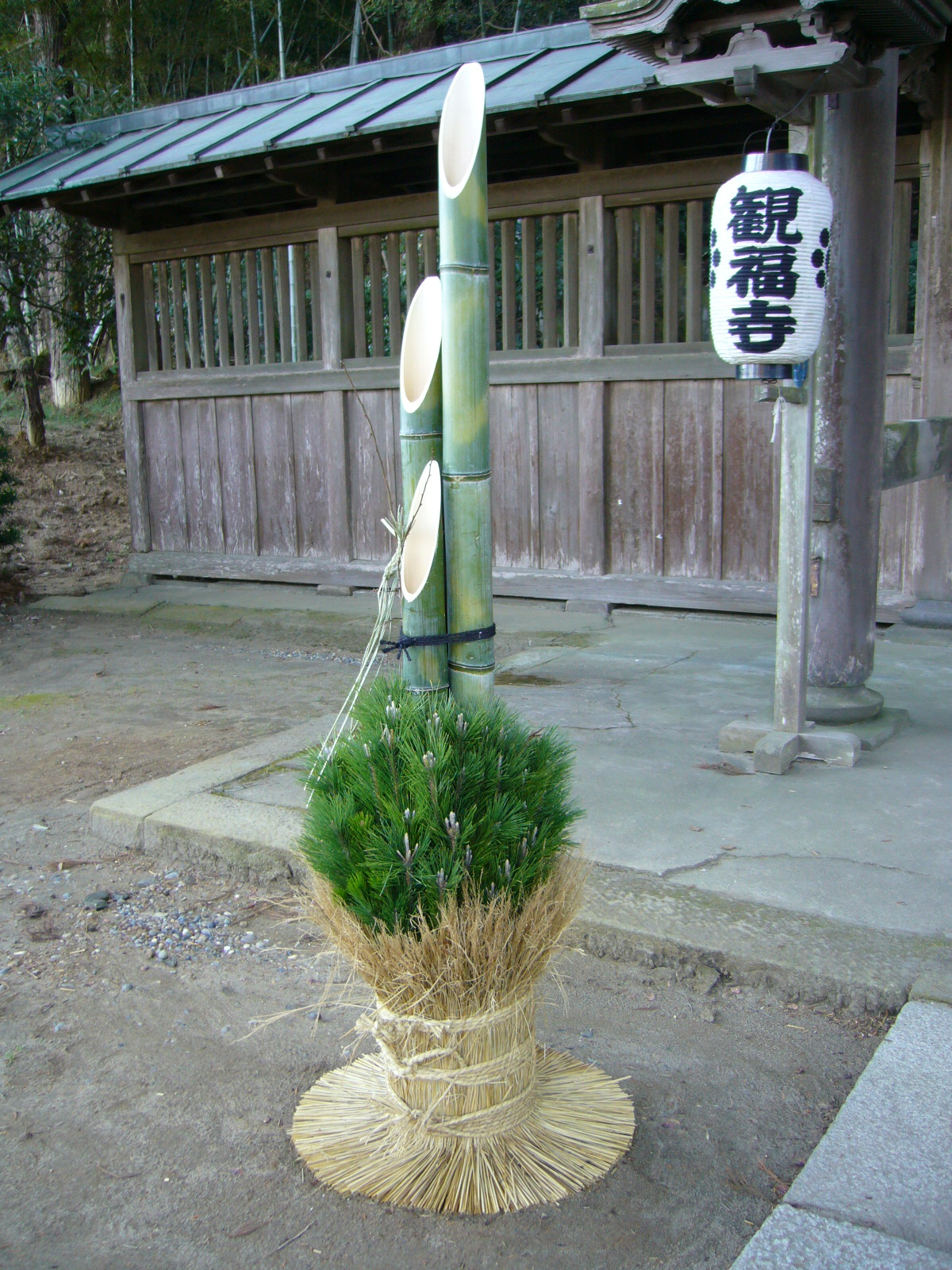
کادوماتسو در شرق ژاپن (منطقه کانتو)
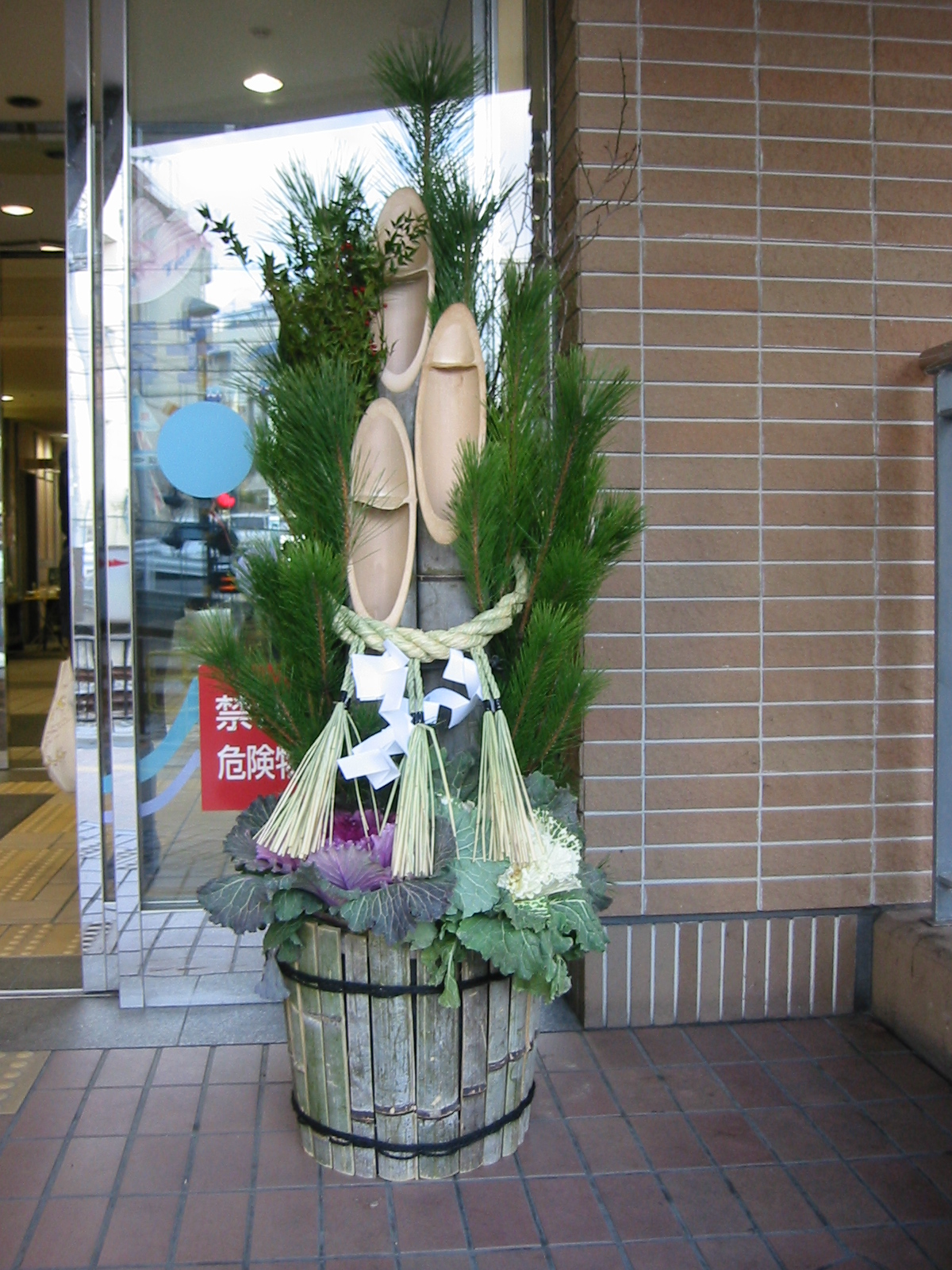
کادوماتسو در غرب ژاپن (منطقه کانسای)
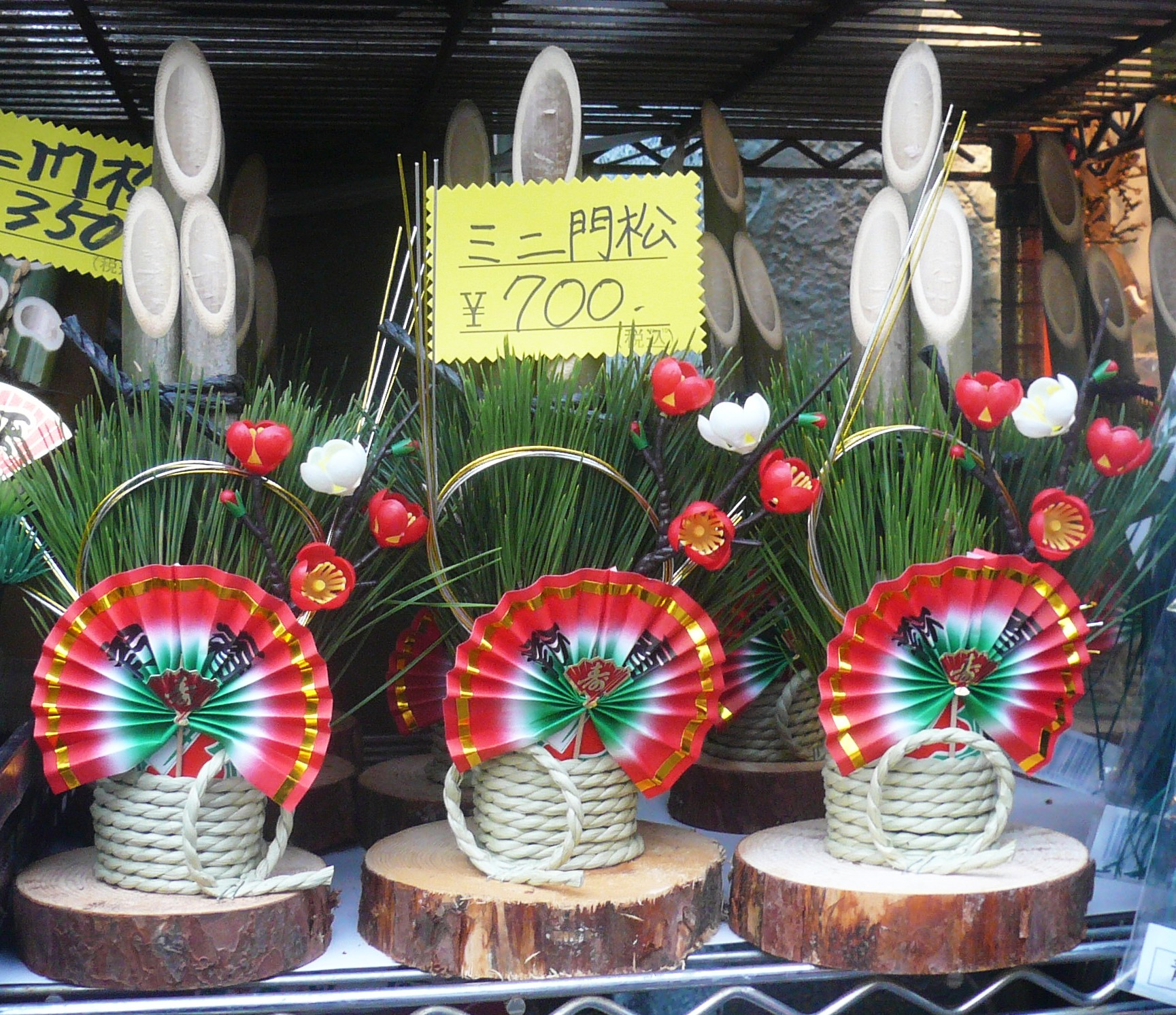
سه  کادوماتسوی مینیاتوری که به مبلغ ۷۰۰ ین فروخته می‌شود
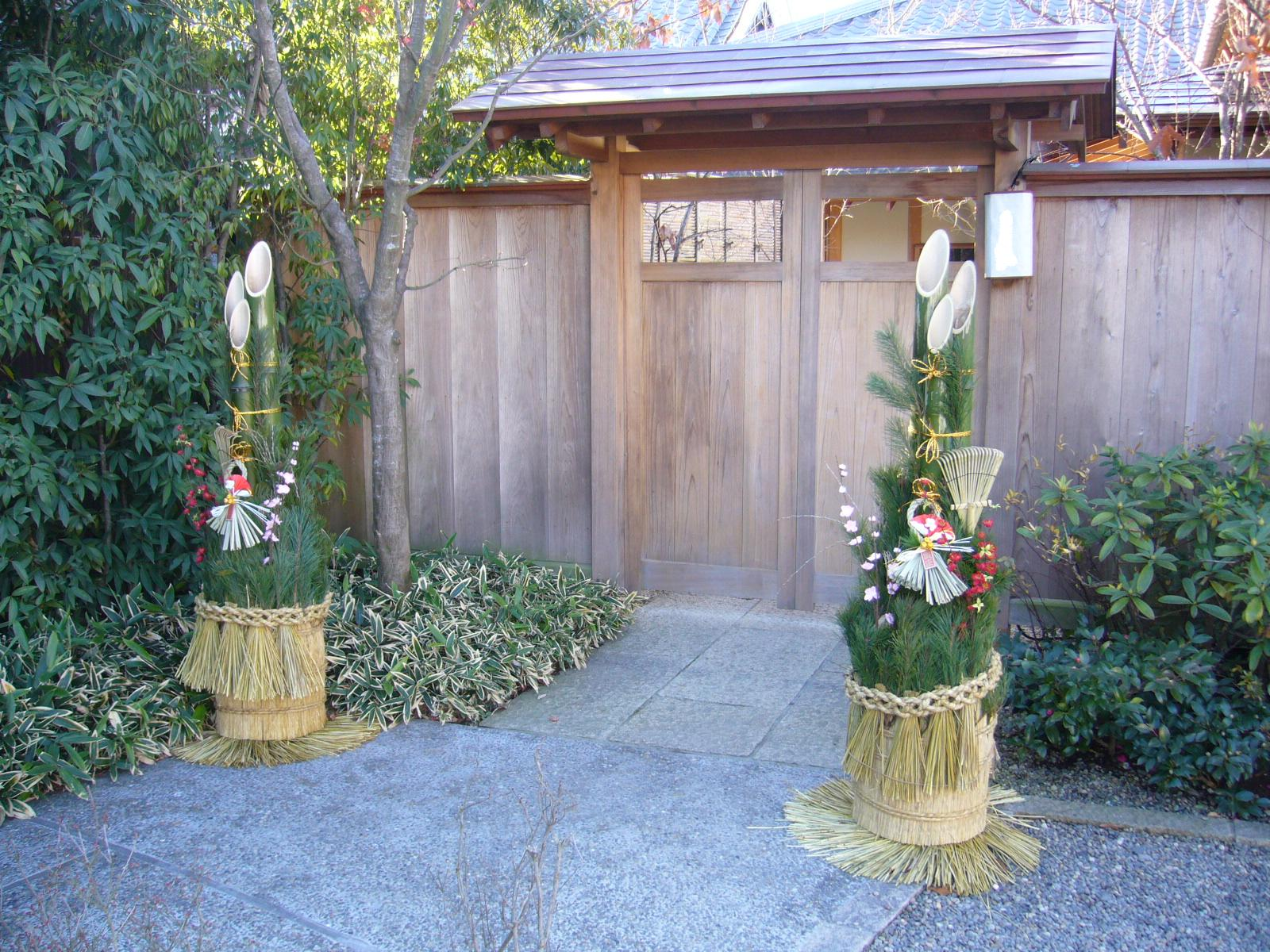
کادوماتسو
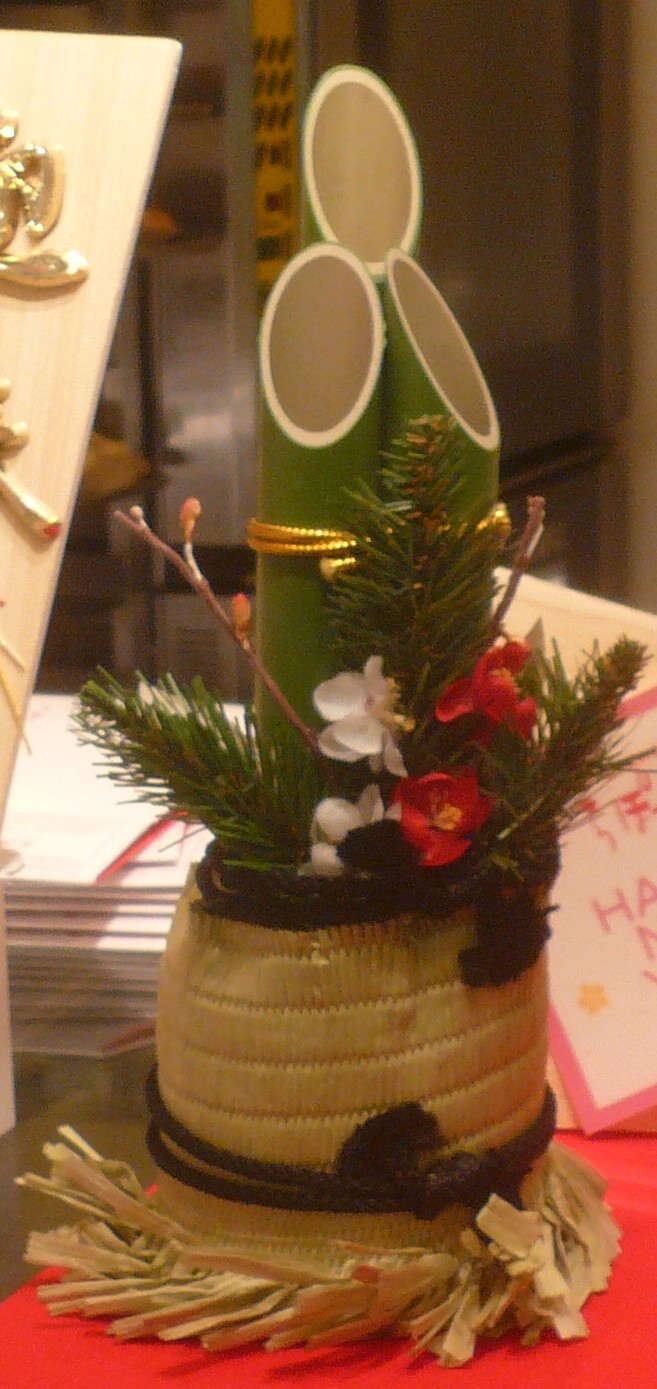
کادوماتسوی کوچک در مغازه
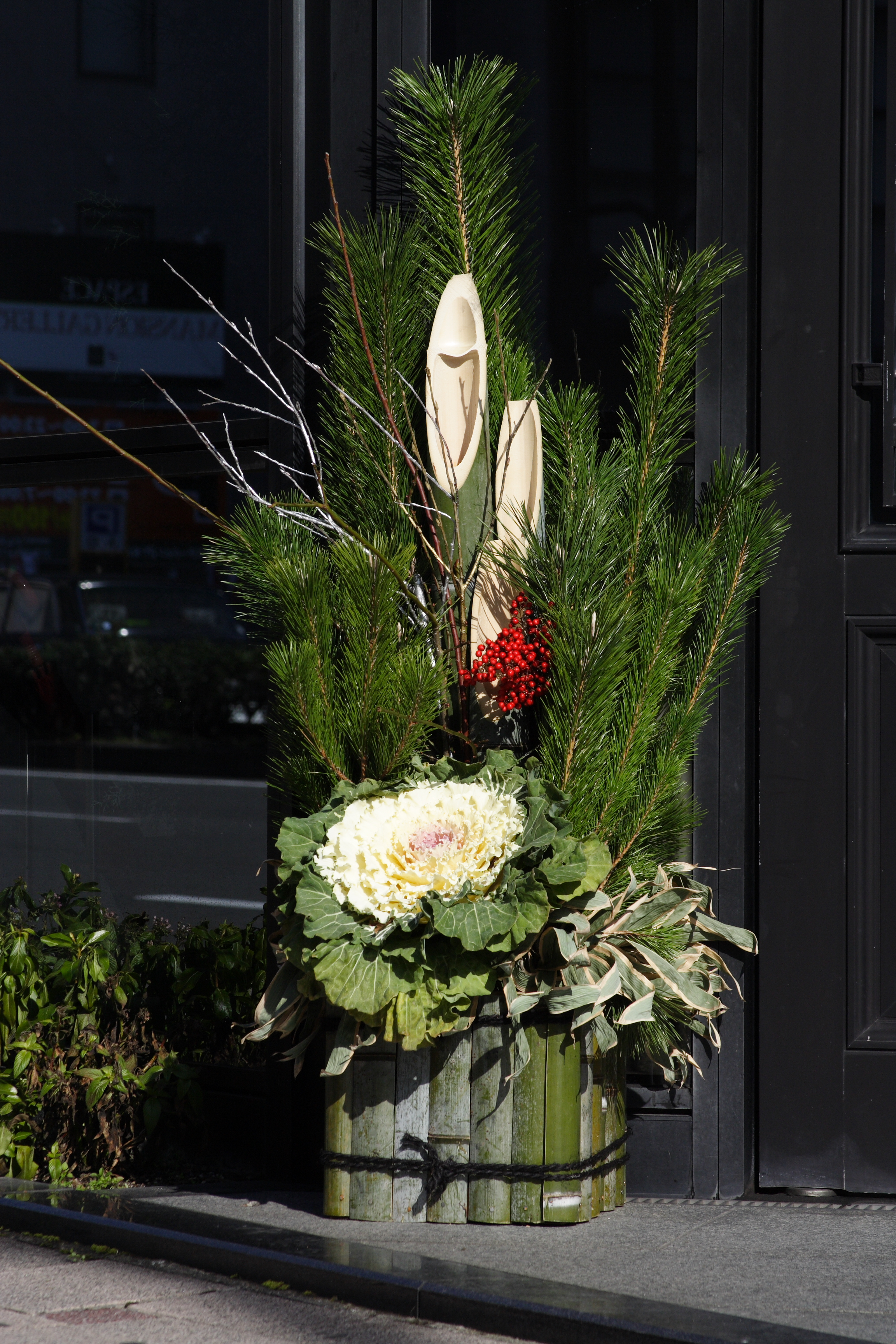
یک کادوماتسو در کیوتو
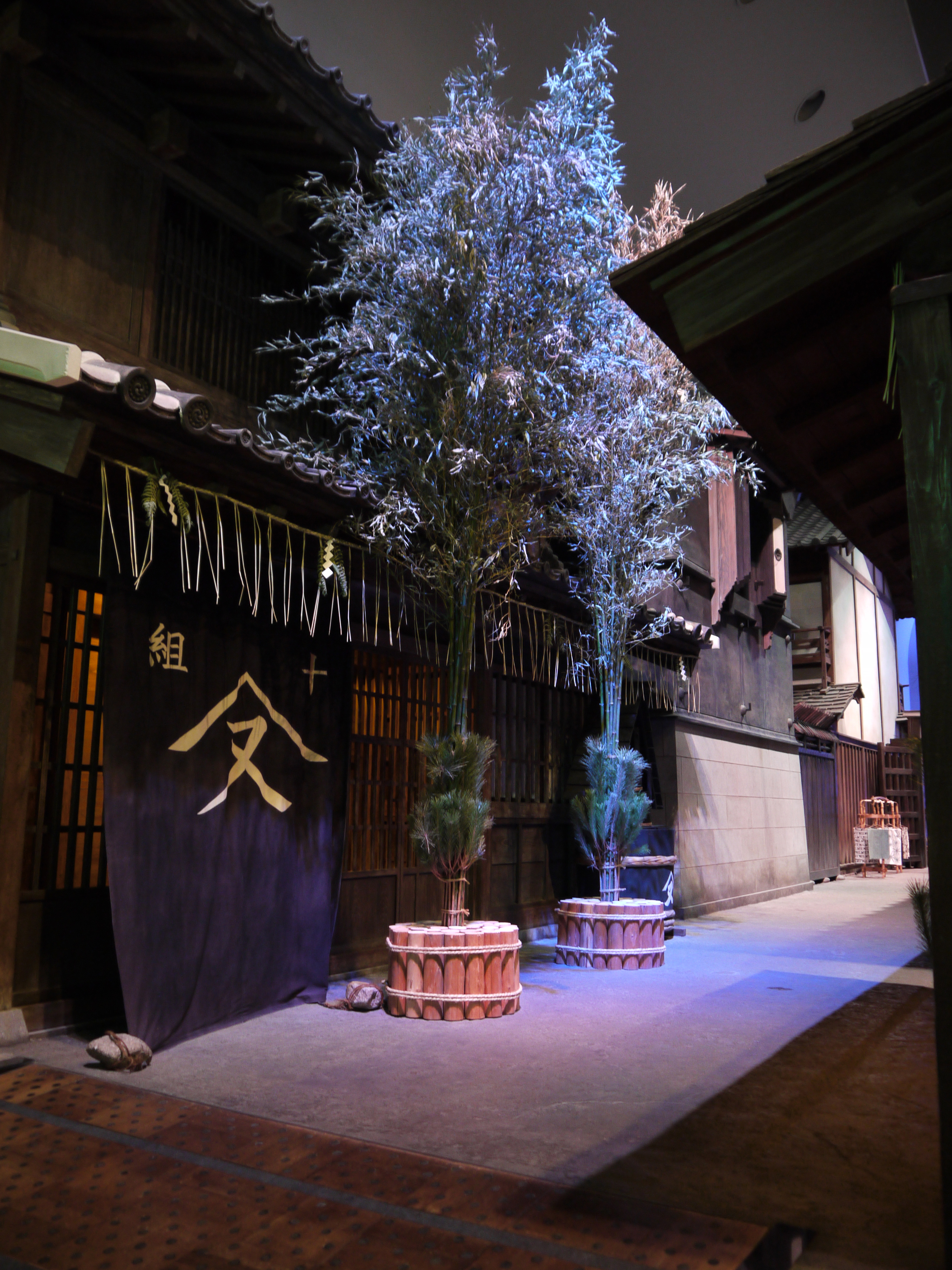
کادوماتسو به سبک دوره ادو
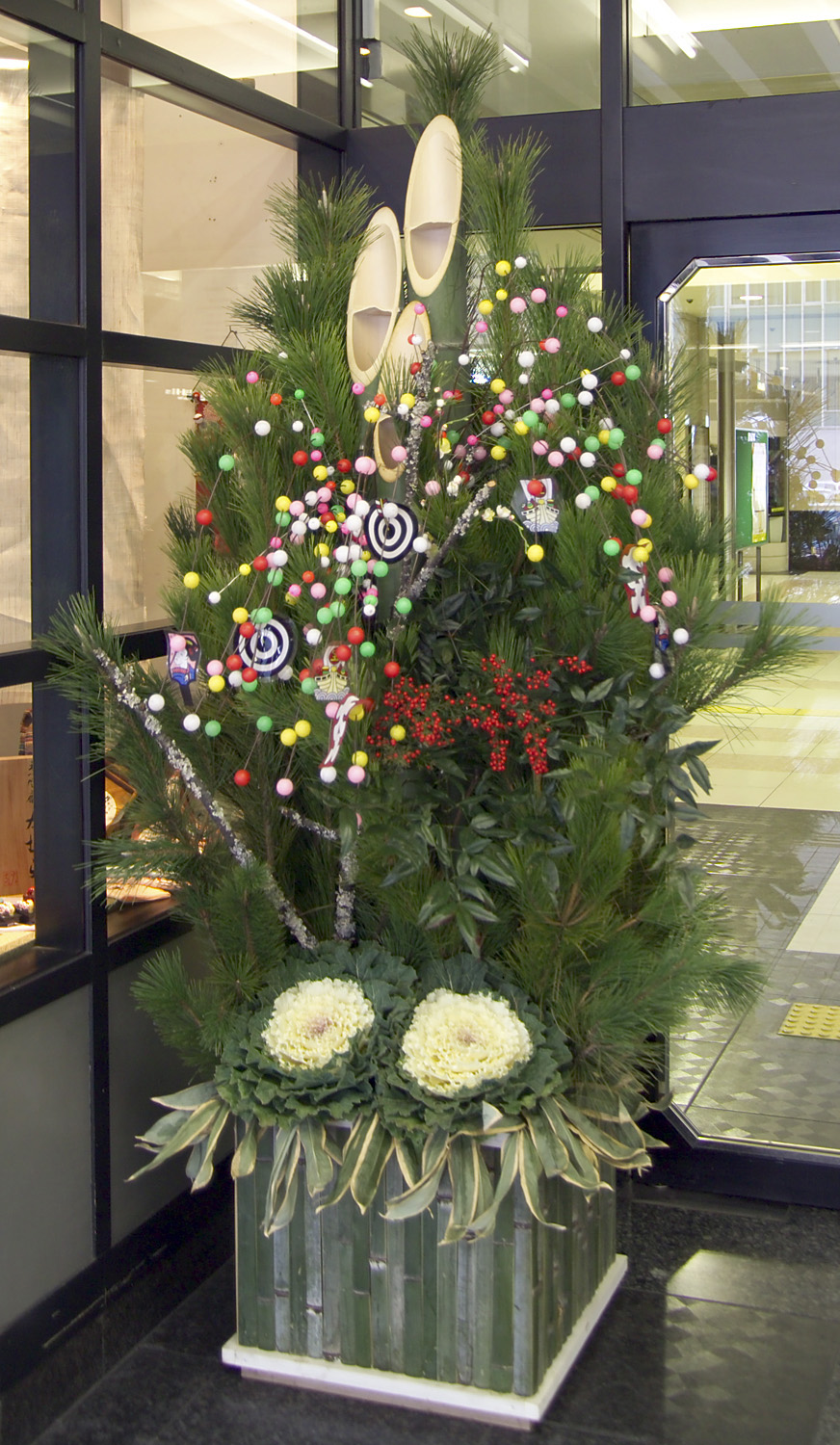
کادوماتسوی فانتزی
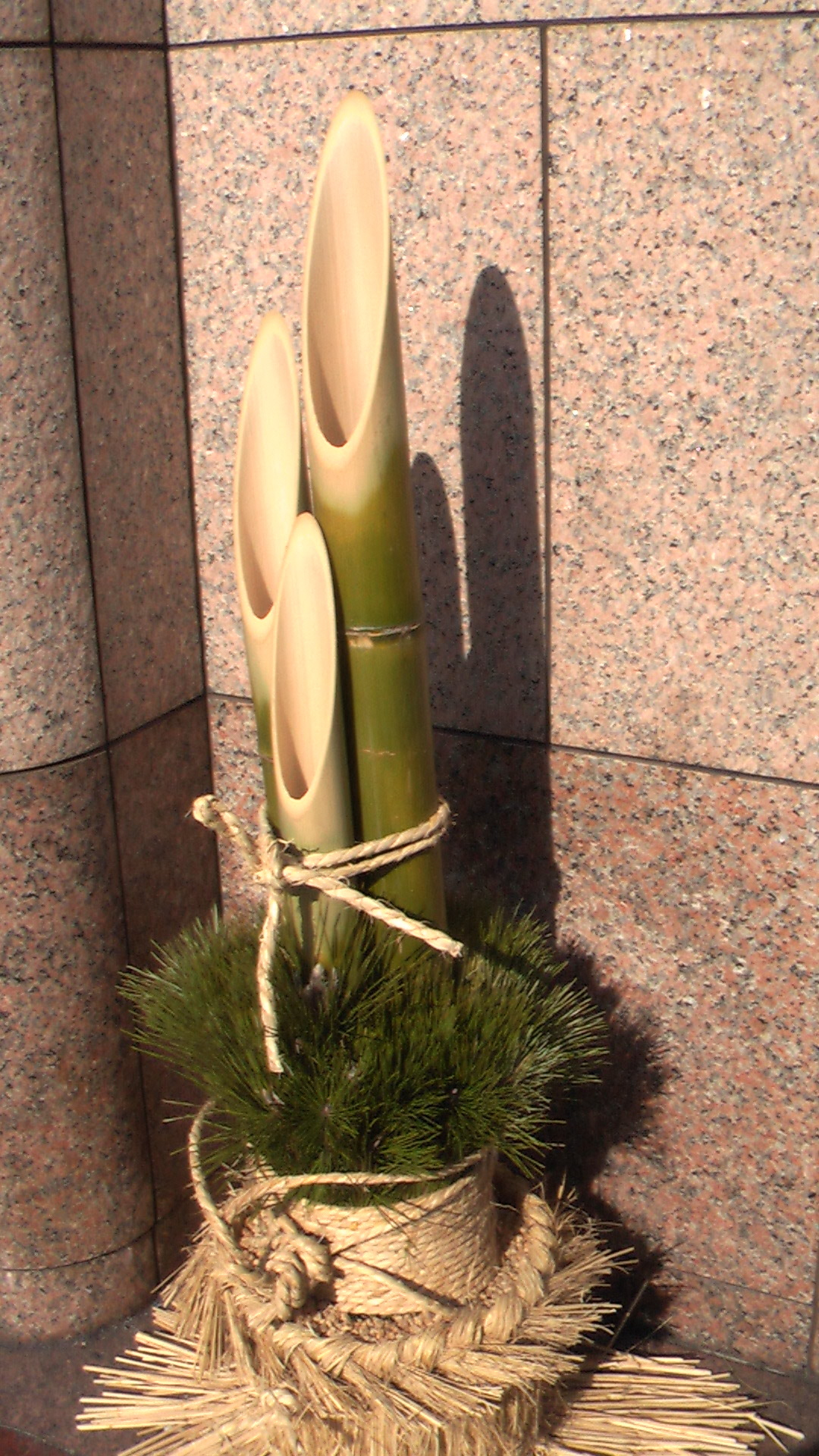
کادوماتسو در کاماکورا، کاناگاوا